# Herb Warki
Herb Warki – jeden z symboli miasta Warka i gminy Warka w postaci herbu.

## Wygląd i symbolika
Herb przedstawia w czerwonym polu tarczy godło przedstawiające warowne mury miejskie o barwie srebrnej (białej), z bramą pośrodku i wieńczącymi blanowanymi wieżami.
Choć herb Warki przedstawia mury miejskie, miasto nigdy ich nie posiadało. Symbol ten podkreśla miejski charakter Warki – jednego z pierwszych miast założonych w Księstwie Mazowieckim.